# Епископ ужички Јоаникије
Јоаникије (световно име Иван Нешковић, познат и као владика Јанићије или владика Јања; Миланџа, Ивањица, 14. јануар 1804 — Жича, Краљево, 20. фебруар 1873) био је епископ шабачки, а потом и ужички епископ. Био је први обновитељ свете лавре Жичке.

## Биографија
Рођен је 14. јануара 1804. године у селу Миланџи, више Ивањице у Моравичком срезу Ужичког округа. На крштењу је добио име Иван. Миланџа је заселак данашњег села Опаљеник.
Отац му се звао Нешко Недовић, а мајка Анђелија. Иван је био једно од десеторо деце. Отац му је био писмен човек који је служио као писар код кнеза Косте Рашковића и Ше-аге Аци Муратовића до 1804. године, а после код Карађорђа, кнеза Максима Старовлаха и других. Учио се писмености уз оца, а основно образовање добио је у школи у Заблаћу, где му је отац био учитељ. Ту је научио да чита, пише и свира гусле. Замонашио се 1820. године манастиру Каленићу, где је стицао даље образовање, а од 1825. до 1831. године је и сам учио „сиротне и монастирске ђаке”. У Каленићу је добио монашко име Јоаникије (повремено је називан Јанићије или Јања).
Београдски митрополит Ћирило (Грк) 26. јула 1826. године рукоположио га је у Крагујевцу за ђакона. У време од 1831. до 1833. године служио је као ђакон код београдског митрополита Мелентија Павловића а када је овај умро вратио се у Каленић. Ускоро, 24. септембра исте године, ужички епископ Никифор Максимовић произвео га је у Крагујевцу за јеромонаха, а кнез Милош га је одредио да са новоизабраним београдским митрополитом Петром Јовановићем иде у Цариград да би присуствовао хиротонији овог. При повратку из Цариграда Јоаникије је остао код митрополита као придворни јеромонах све до 16. фебруара 1836. када се вратио у Каленић где је радио као редник у манастиру и на парохији. Као придворни калуђер код митрополита, био је сведок када се кнез Милош измирио са побуњеницима који су били незадовољни његовим начином управе. Јоаникије је био хром у једну ногу, због чега се тешко кретао. Свог коња Лиску је нарочито пазио и тимарио, јер га је носио куд год би старац намерио.
У пролеће 1839. године као писмен човек, упућен је „за надзиратеља” при обнови Студенице, а исте године је постављен за члана Апелаторијске конзисторије и био је две године намесник економије у Каленићу. Године 1842. одредио га је митрополит за члана београдске конзисторије и на молбу шабачког епископа за члана Шабачке конзисторије и надзиратеља подизања епископског Конака у Шапцу. Отуда се 1844. године вратио у Каленић и постао његов настојатељ, као и члан Апелаторијске конзисторије. Идуће године, 25. августа, митрополит га је поставио за игумана Каленића, а 6. маја 1847. произвео га је за архимандрита. Он је 1841. године приложио Каленићу две злато-ткане одежде, а 1846. године начинио је ограду од камена око Каленића, две воденице и један Конак-кућу у Прерадовцу. За време његове управе у Каленићу утврђене су границе манастирске земље од стране државне комисије и на њих добијена тапија, коју је 26. новембра 1849. године потврдио и кнез Александар Карађорђевић.
Дана 19. октобра 1849. године изабран је за епископа шабачког, а посвећен 23. октобра у Саборној цркви у Београду. Посвећење су извршили митрополит београдски Петар Јовановић и епископи ужички Никифор Максимовић и тимочки Доситеј Новаковић. У тој епархији је остао до 1854. године када је, због смрти епископа Никифора, изабран за епископа ужичке епархије.
Епископ Јоаникије је 1858. године био члан скупштинске депутације која је боравила у Букурешту са намером да кнеза Милоша врати у Србију. Јоаникијев претходник на месту епископа столовао је у Чачку, а он је седиште ужичке епархије 1854. године преместио у Карановац. Био је ношен великом душевном жељом да спасе манастир Жичу, који је био разорен од Турака. Намеравао је да ту пренесе мошти Св. краља. Обновио је манастир Жичу у периоду од 1855. до 1856. године. "Седмоврата" Жича је до 1856. године била без крова, у рушевном стању, оборених стубова и набацаног камења, а у њој је растао коров, трње па и дебла. Владика Јања се тада заузео и својим трошком, а касније нешто и прилозима народним и државним, обновио велику српску светињу. Црква је са звоником и кубетима само била оспособљена за службу, а радили су мајстори из Србије, предвођеним неким Стеваном. До 1863. године обновио је из темеља старе манастирске конаке. Својим примером подстакао је многе дародавце да помогну Жичку. Кнез Александар је 1854. даровао крст на златном ланцу, а руски цар Александар II и кнез Михаило су 1859. и 1860. даровали панагије.
Сазидао је две цркве, једну цркву у Миланџи, 1853. године, за душу својим родитељима, и другу у Прерадовцу, на имању манастира Каленић. Његовим избором за ужичког епископа, крушевачки округ је одвојен од београдске и припао је ужичкој епархији. Зато се потписивао као епископ ужичко-крушевачки. Открио је лековите особине Врњачке Бање и почео се лечити у њој. Воду из бање је послао Јосифу Панчићу на испитивање. Био је један од оснивача Основателног фундаторског друштва киселовруће воде у Врњцима 1868. године, које је радило на постављању првих чесми и изградњи првих бањских купатила.
За почасног члана Друштва српске словесности изабран је 12. јануара 1858. године, а за почасног члана Српског ученог друштва 29. јула 1864. године. Основао је „благодејаније” − фондацију за школовање младих Срба у иностранству.
Много пажње поклањао је ширењу писмености.Заслужан је за подизање прве школе у Миланџи, у Ивањичком крају 1833. године. Школа је радила до 1953. године када је затворена због недостатка ђака. Помагао је отварање школа у Ужичком, Чачанском и Крушевачком округу. Откупио је Господар Васин конак у Карановцу 1856. године и први је у граду имао личну библиотеку. Подржавао је иницијативу становника Карановца да се у граду подигне средња школа, а 1873. им је уступио плац на ком би њена зграда била подигнута. Помагао је школовање сиромашних ученика, а његова препорука је била пресудна за слање сликара Михаила Филимоновића на школовање у Беч. Помагао је Вуку у прикупљању пренумерација за књиге и сакупљао је народне умотворине. Новчано је помагао издаваштво Милана Ђ. Милићевића.
Написао је књигу Беседе, објављену 1868. у Београду, као и Белешке из народа. У Беседама је објавио први опширнији шематизам Православне цркве у српским земљама, укључујући и до тада непознате податке о појединим црквеним личностима. У календару Таковац из 1867. године објављена је његова аутобиографија и други прилози везани за његов живот и рад. Као врсни гуслар написао је песму Спомен од боја на кукутници. Године 1858. изабран је за почасног члана Друштва српске словесности, а 1864. за почасног члана Српског ученог друштва. Ово друштво је стално помагао шаљући му рукописне књиге и старе предмете, а 1866. године му је послао и архиву кнеза Васе Поповића.
Дочекао је лепу старост, у народу омиљен и цењен, и погодио је када ће умрети. Умро је 20. фебруара 1873. године у Краљеву и сахрањен у манастиру Жича, у десној капели.